# Tommy Smith (fotbollsspelare född 1945)
Tommy Smith, född 5 april 1945 i Liverpool, England, död 12 april 2019 i Liverpool, var en engelsk fotbollsspelare som gjorde 467 ligamatcher för Liverpool FC mellan åren 1962 och 1978.